# Cantón de Aiguilles
El cantón de Aiguilles era una división administrativa francesa, que estaba situada en el departamento de Altos Alpes y la región de Provenza-Alpes-Costa Azul.

## Composición
El cantón estaba formado por siete comunas:
- Abriès
- Aiguilles
- Arvieux
- Château-Ville-Vieille
- Molines-en-Queyras
- Ristolas
- Saint-Véran

## Supresión del cantón de Aiguilles
En aplicación del Decreto n.º 2014-193 de 20 de febrero de 2014, el cantón de Aiguilles fue suprimido el 22 de marzo de 2015 y sus 7 comunas pasaron a formar parte del nuevo cantón de Guillestre.